# Sœurs servantes du Saint-Esprit de l'Adoration perpétuelle

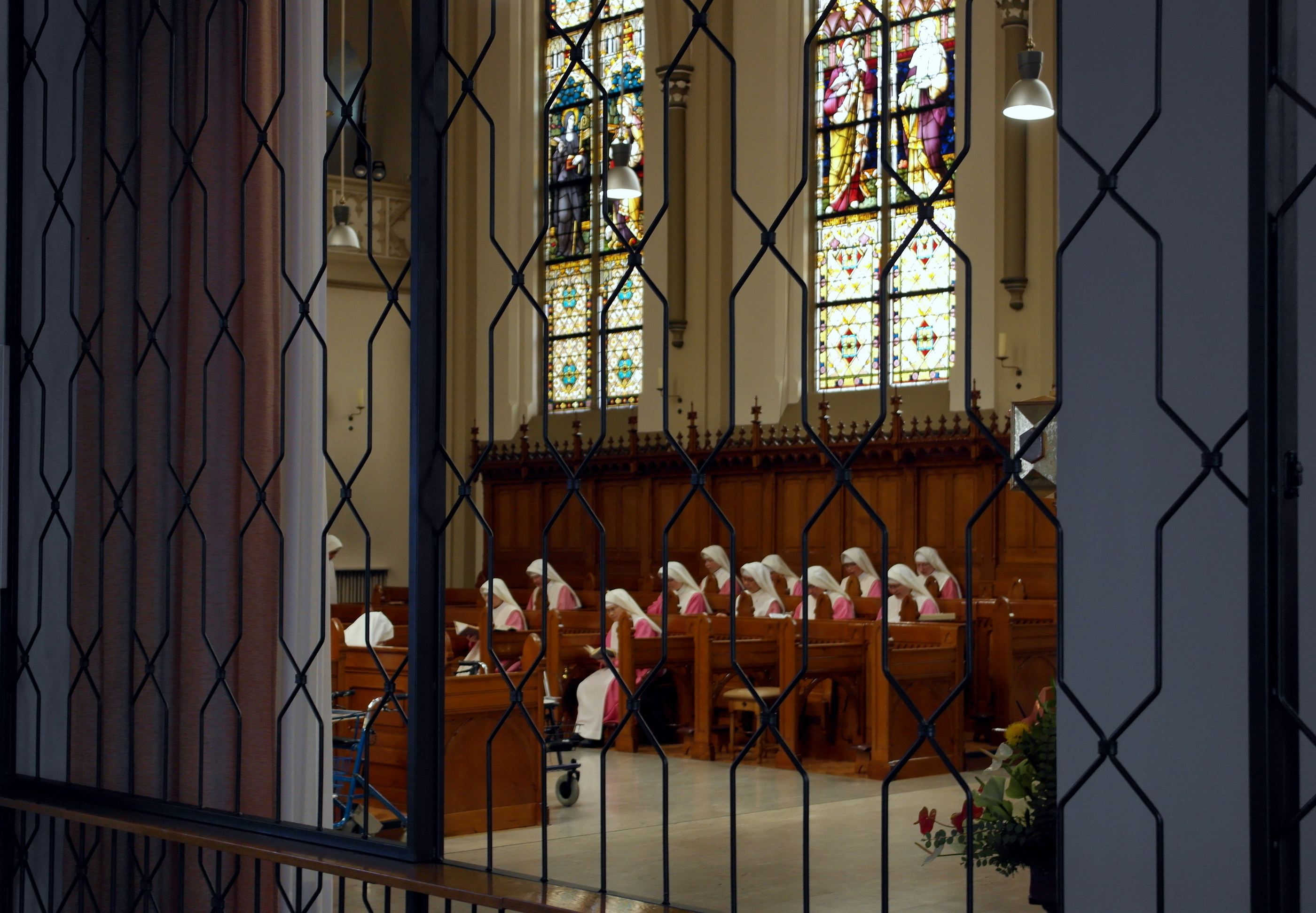
Les sœurs dans la chapelle de leur Maison-mère à Steyl.

Les Sœurs servantes du Saint-Esprit de l'Adoration perpétuelle (en latin : Congregatio Servarum Spiritus Sancti de Adoratione Perpetua: en allemand : Dienerinnen des Heiligen Geistes von der Ewigen Anbetung) forment un institut religieux féminin de droit pontifical. Elles ajoutent à leur nom S.Sp.S.A.P.

## Historique
Cette congrégation catholique a été fondée à Steyl par saint Arnold Janssen (1837-1909). Après avoir fondé la Société du Verbe-Divin (pour les missions) et les sœurs missionnaires servantes du Saint-Esprit, institutions dédiées à l'apostolat actif, il a l'idée d'instituer une communauté de religieuses cloîtrées, afin de soutenir dans la prière et la pénitence l'action missionnaire des pères et des sœurs: le 8 décembre 1896 (jour de l'Immaculée Conception), il choisit six servantes du Saint Esprit à qui il donne comme mère supérieure Adolfine Tönnies (1862-1934), en religion Mère Maria Michela, qui les guide dans la vie contemplative. Elles ont la particularité d'avoir une tunique rose (comme le feu du Saint-Esprit), un scapulaire et un voile blancs.
La spiritualité des religieuses est centrée sur l'Adoration eucharistique. Une sœur se relaie tous les jours à toute heure devant le Saint Sacrement exposé.
Mgr Laurentius Schrijnen, évêque du diocèse de Roermond, rend autonome le 7 juillet 1917 la branche contemplative de cette famille d'origine, autonomie confirmée par un decretum laudis du 27 janvier 1933 et l'approbation définitive du Saint-Siège le 27 mai 1950 sous le pontificat de Pie XII.

## Diffusion
Les religieuses coopèrent par la prière contemplative à l'apostolat des missionnaires de Steyl fondés par le P. Janssen.
Elles sont présentes en Amérique (Argentine, Brésil, Chili, États-Unis), en Europe (Allemagne, Pays-Bas, Pologne, Slovaquie), et en Asie, en Inde et en Indonésie. Elles ont aussi une fondation au Togo.
Leur maison généralice se trouve à Bad Driburg (Rhénanie-du-Nord-Westphalie) depuis 1974.
La congrégation comptait au 31 décembre 2005 un effectif de 375 religieuses dans 21  maisons.